# Cosmin Bărcăuan
Cosmin Bărcăuan (n. 5 august 1978, Oradea, România) este un fotbalist român retras din activitate care ultima dată a evoluat la Ceahlăul Piatra Neamț. Și-a început cariera la FC Bihor și a cunoscut consacrarea la Dinamo București, alături de care a câștigat de două ori Cupa României.

## Titluri
Echipa
- Prima Ligă Ucraineană: cu Șahtior Donețk

- Cupa României: 2003, 2004 cu Dinamo București
- Campionatul Romaniei: 2004 cu Dinamo Bucuresti